# The Aspern Papers
The Aspern Papers (em português, Os papéis de Aspern) é uma novela escrita por Henry James, originalmente publicada em The Atlantic Monthly em 1888, com sua primeira publicação em livro no mesmo ano. É um das novelas mais conhecidas e aclamadas de James. O autor inspirou-se no caso das cartas que Percy Bysshe Shelley mandou à meia-irmã de Mary Shelley, Claire Clairemont, que as guardou até sua morte. Estabelecida em Veneza, The Aspern Papers demonstra a habilidade de James de criar suspense sem jamais negligenciar o desenvolvimento de seus personagens.